# Lo-Fi-Fnk
Lo-Fi-Fnk ist ein schwedisches Indietronic-Duo aus Stockholm, bestehend aus Leonard Drougge und August Hellsing.

## Geschichte
Lo-Fi-Fnk wurde 2001 von Leonard Drougge und August Hellsing gegründet. Sie wählten den Bandnamen, um dem seinerzeit nach ihrer Meinung überdimensionierten und „technologischen“ („Hi-Fi“) Dance-Genre einen eher minimalistischen Stil entgegenzusetzen („Lo-Fi“), der sich zudem am Funk orientiert.
2002 und 2005 erschienen EPs der Band auf dem schwedischen Indie-Label La Vida Locash. Das Debütalbum Boylife erschien 2006 beim Londoner Label Moshi Moshi, eine Europa/Nordamerika-Tournee folgte. Das zweite Album The Last Summer wurde 2011 von Columbia Records veröffentlicht. 2015 erschien das dritte Album Nightclub Nirvana.

## Diskografie

### Alben
- 2006: Boylife (La Vida Locash, moshi moshi music, cooperative music)
- 2011: The Last Summer (Columbia, Sony Music)
- 2015: Nightclub Nirvana (Columbia, Sony Music)

### EPs
- 2002: We Is (La Vida Locash)
- 2005: (...And the JFG?) (La Vida Locash)

### Singles
- 2006: Wake Up
- 2007: City
- 2007: Change Channel
- 2010: Marchin’ In
- 2010: Sleepless

### Remixes
- Dibaba – „The Truth Blending Consortium“
- Karin Ström – „Psykos“
- Softlightes – „Girlkillsbear“
- Le Tigre – „After Dark“
- The Feeling – „Love It When You Call“
- The Alpine – „Trigger“
- Hot Club de Paris – „Your Face Looks All Wrong“
- The Russian Futurists – „Paul Simon“
- Unklejam – „Stereo“
- Mika – „Big Girl (You Are Beautiful)“
- Shout Out Louds – „Impossible“
- GoodBooks – „Turn It Back“
- The Black Ghosts – „Face“
- Casiokids – „Fot i Hose“
- Yelle – „Mon pays“